# Krumau am Kamp
Krumau am Kamp là một thị xã thuộc huyện Krems-Land trong bang Niederösterreich.